# Adolf Bredenberg
Gustaf Adolf Bredenberg, född 10 augusti 1865 i Bromarv, död 21 februari 1955 i Helsingfors, var en finländsk mejeriman.
Bredenberg blev filosofie doktor 1912, föreståndare för statens smörlaboratorium 1903, senare adjunkt i mejerilära vid Helsingfors universitet och var extraordinarie professor där 1921-1934. Som en av den moderna mejerihushållningens märkesmän innehade han flera nationella och internationella förtroendeuppdrag. Bland hans skrifter märks avhandlingen Beiträge zur Kenntnis der Hüllen der Milchfettkügelchen (1912) och flera undersökningar rörande vattenhalten i exportsmöret.
Som lantdagsledamot för Svenska folkpartiet tjänstgjorde Bredenberg 1914–1917.